# Laura Vinogradova
Laura Vinogradova (nascida em 1984) é uma escritora letã. Ela estudou administração na Universidade Técnica de Riga. Tendo começado a escrever tarde, ela publicou o seu primeiro livro em 2017: um livro infantil intitulado Snīpulītis no Snīpuļciema (Bebé Nariz Longo da Vila Nariz Longo). Ela continuou com dois livros de contos: izelpas (exalações, 2018) e Lāču kalns de 2018. O seu livro mais recente, Upe (O Rio, 2020), foi seleccionado para o Prémio Anual de Literatura da Letónia, e ganhou o Prémio de Literatura da União Europeia de 2021.
Vinogradova mora em Riga, onde trabalha num museu.